# Androdeloscia pseudosilvatica
Androdeloscia pseudosilvatica is een pissebed uit de familie Philosciidae. De wetenschappelijke naam van de soort is voor het eerst geldig gepubliceerd in 1999 door Leistikow.